# Stigmella splendidissimella
Stigmella splendidissimella là một loài bướm đêm thuộc họ Nepticulidae. Nó được tìm thấy ở Scandinavia to Ý và from Ireland to the Krym. It is not được tìm thấy ở bán đảo Iberia và the Balkan Peninsula.
Sải cánh dài 4–6 mm.

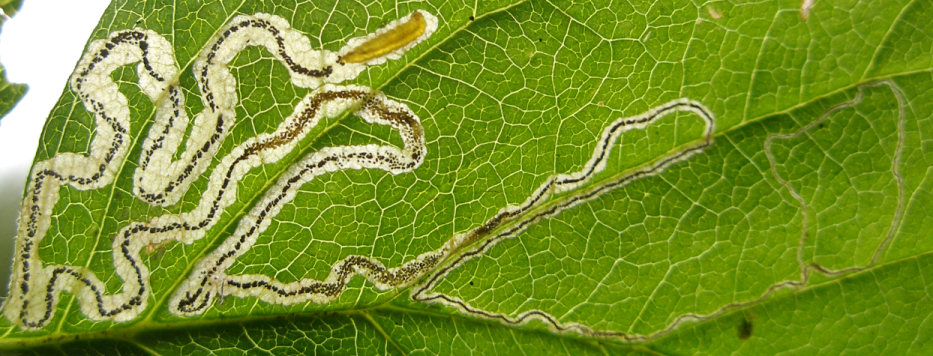
Stigmella splendidissimella mine

Ấu trùng ăn Agrimonia, Fragaria, Filipendula, Geum urbanum, Potentilla anserina, Rubus caesius, Rubus fruticosus và Rubus idaeus. Chúng ăn lá nơi chúng làm tổ.